# Meilleurs livres de l'année du magazine Lire

Le palmarès des Meilleurs livres de l'année est une récompense littéraire, attribuée chaque année au mois de décembre depuis 1975 par la rédaction du magazine français Lire, à des titres français ou étrangers de tous genres littéraires.

## Processus de sélection
Les ouvrages sont sélectionnés parmi ceux parus dans l'année, qu'ils soient d'origine française ou étrangère, à l'exclusion des rééditions et des ouvrages des collaborateurs du magazine Lire.
Une première sélection détermine les vingt meilleurs livres de l'année, identifiés au sein de vingt catégories (roman français, roman étranger, essai...). C'est parmi cette sélection de vingt titres qu'est désigné le meilleur livre de l'année.

## Palmarès des meilleurs livres de l'année
Le paragraphe suivant liste l'ensemble des livres élus Livre de l'année par la rédaction du magazine Lire :
- 1975 : Les Météores, Michel Tournier
- 1976 : Les Eaux étroites, Julien Gracq
- 1977 : Les Hauteurs béantes, Alexandre Zinoviev
- 1978 : Le Fleuve Alphée, Roger Caillois
- 1979 : Mars, Fritz Zorn
- 1980 : Le Chant du bourreau, Norman Mailer
- 1981 : Le Choix de Sophie, William Styron
- 1982 : Le Nom de la rose, Umberto Eco
- 1983 : L'Homme neuronal, Jean-Pierre Changeux
- 1984 : Matisse, Pierre Schneider
- 1985 : Empire du soleil, J. G. Ballard
- 1986 : Avant Mémoire, Jean Delay
- 1987 : La Créature, John Fowles
- 1988 : La Ville des prodiges, Eduardo Mendoza
- 1989 : Le Concert, Ismail Kadare
- 1990 : Moon Palace, Paul Auster
- 1991 : Donatien Alphonse François, marquis de Sade, Maurice Lever
- 1992 : Froid Équateur, Enki Bilal
- 1993 : Le Journal d'Hannah, Louise Lambrichs
- 1994 : L'Écriture ou la Vie, Jorge Semprún
- 1995 : Les Catilinaires, Amélie Nothomb
- 1996 : La Mémoire des pierres, Carol Shields
- 1997 : La Compagnie des spectres, Lydie Salvayre
- 1998 : Les Particules élémentaires, Michel Houellebecq
- 1999 : Je m'en vais, Jean Echenoz[2]
- 2000 : Ébène, Ryszard Kapuscinski[3]
- 2001 : Le Pianiste, Wladyslaw Szpilman[4]
- 2002 : La Tache, Philip Roth
- 2003 : Les Âmes grises, Philippe Claudel
- 2004 : Tristano meurt, Antonio Tabucchi
- 2005 : Lunar Park, Bret Easton Ellis[5]
- 2006 : Les Bienveillantes, Jonathan Littell
- 2007 : Les Disparus, Daniel Mendelsohn
- 2008 : Ce que le jour doit à la nuit, Yasmina Khadra ex aequo avec La Route, Cormac McCarthy
- 2009 : Et que le vaste monde poursuive sa course folle, Colum McCann
- 2010 : Hammerstein ou l'Intransigeance. Une histoire allemande, Hans Magnus Enzensberger[6]
- 2011 : Une femme fuyant l'annonce, David Grossman
- 2012 : Le Diable, tout le temps, Donald Ray Pollock[7]
- 2013 : La Fin de l'homme rouge, Svetlana Alexievitch[8]
- 2014 : Le Royaume, Emmanuel Carrère
- 2015 : 2084 : la fin du monde, Boualem Sansal[9]
- 2016 : Le Nouveau nom, Elena Ferrante[10]
- 2017 : Aux confins du monde, Karl Ove Knausgaard ex aequo avec Classé sans suite, Claudio Magris[11]
- 2018 : Le Lambeau, Philippe Lançon
- 2019 : Les Furtifs, Alain Damasio
- 2020 : Fille, Camille Laurens[12]

## Classement par année depuis 2005

### 2005
Classement 2005 :
- 1. Meilleur livre de l'année : Lunar Park, Bret Easton Ellis (Robert Laffont)
- 2. Roman français : Waltenberg, Hédi Kaddour (Gallimard)
- 3. Biographie : Louis XVI, Jean-Christian Petitfils (Perrin)
- 4. Chroniques : Chroniques, Volume 1, Bob Dylan (Fayard)
- 5. Premier roman français : L'Intérieur de la nuit, Léonora Miano (Plon)
- 6. Essai : Le Rideau, Milan Kundera (Gallimard)
- 7. Récit : Un pedigree, Patrick Modiano (Gallimard)
- 8. Premier roman étranger : Ambiguïtés, Elliot Perlman (Robert Laffont)
- 9. Satire : Dans la luge d'Arthur Schopenhauer, Yasmina Reza (Albin Michel)
- 10. Roman étranger : Un monde vacillant, Cynthia Ozick (L'Olivier)
- 11. Humour : Mister Bones, Seth Greenland (Liana Levi)
- 12. Beau livre : Mémoires de la mer, Collectif (L'iconoclaste)
- 13. Photographie : Paris-Doisneau, Robert Doisneau (Flammarion)
- 14. Policier : L'Âme du chasseur, Deon Meyer (Seuil)
- 15. Cinéma : Le Royaume de leurs rêves, Neal Gabler (Calmann-Levy)
- 16. Philosophie : Troisième nuit de Walpurgis, Karl Kraus (Agone)
- 17. Roman étranger : La Douceur des hommes, Simonetta Greggio (Stock)
- 18. BD : Notes pour une histoire de guerre, Gipi (Actes Sud) (BD)
- 19. Nouvelles : Vous n'êtes pas seul ici, Adam Haslett (L'Olivier)
- 20. Roman français : Le Roman des Jardin, Alexandre Jardin (Grasset)

### 2006
Classement 2006 :
- 1. Roman : Les Bienveillantes, Jonathan Littell (Gallimard)
- 2. Roman : Le Temps où nous chantions, Richard Powers (Le Cherche midi)
- 3. Roman : Les Sirènes de Bagdad, Yasmina Khadra (Julliard)
- 4. Roman : Ravel, Jean Echenoz (Minuit)
- 5. Essai : La Construction de soi, Alexandre Jollien (Seuil)
- 6. Roman : L'Immeuble Yacoubian, Alaa al-Aswany (Actes Sud)
- 7. Roman : Le Retour du hooligan : une vie, Norman Manea (Seuil)
- 8. Biographie : Dominique Aury, Angie David (Leo Scheer)
- 9. Roman : Ouest, François Vallejo (Viviane Hamy)
- 10. Essai : Le Soufre et le Moisi. La droite littéraire après 1945, François Dufay (Perrin)
- 11. ex aequo. Roman : L'Histoire de l'amour, Nicole Krauss (Gallimard)
- 11. ex aequo. Roman : Karoo Boy, Troy Blacklaws (Flammarion)
- 13. Biographie : Tête-à-tête. Beauvoir et Sartre: un pacte d'amour, Hazel Rowley (Grasset)
- 14. Roman : Une pièce montée, Blandine Le Callet (Stock)
- 15. Nouvelles : Un sentiment d'abandon, Christopher Coake (Albin Michel)
- 16. Roman : Rhésus, Héléna Marienské (P.O.L)
- 17. Livre jeunesse : 365 pingouins, Jean-Luc Fromental (Naïve)
- 18. Livre d'art : L'Ennui des deux Vénitiennes, Édouard Dor (Sens et Tonka)
- 19. Essai : American parano, Jean-Philippe Immarigeon (Bourin)
- 20. Biographie : Kerguelen. Le voyageur du pays de l'ombre, Isabelle Autissier (Grasset)

### 2007
Classement 2007 :
- 1. Meilleur livre de l'année : Les Disparus, Daniel Mendelsohn (Flammarion)
- 2. Roman français : Dans le café de la jeunesse perdue, Patrick Modiano (Gallimard)
- 3. Roman étranger : Un homme, Philip Roth (Gallimard)
- 4. Révélation roman étranger : La Vie secrète de E. Robert Pendleton, Michael Collins (Christian Bourgois)
- 5. ex aequo. Révélation roman français : Cercle, Yannick Haenel (Gallimard)
- 5. ex aequo. Révélation roman français : No et Moi, Delphine de Vigan (JC Lattès)
- 6. Autobiographie : Istanbul, Orhan Pamuk (Gallimard)
- 7. Premier roman étranger : Les Belles Choses que porte le ciel, Dinaw Mengestu (Albin Michel)
- 8. Sciences : Les Neurones de la lecture, Stanislas Dehaene (Odile Jacob)
- 9. Littérature "verte" : Les Bisons du Cœur-Brisé, Dan O'Brien (Au diable vauvert)
- 10. Biographie : Mazarin, le maître du jeu, Simone Bertière (Editions de Fallois)
- 11. Voyage : Nullarbor, David Fauquemberg (Hoëbeke)
- 12. Nouvelles : Nouvelles histoires du Wyoming, Annie Proulx (Grasset)
- 13. Histoire : Quand notre monde est devenu chrétien (312-394), Paul Veyne (Albin Michel)
- 14. Littérature érotique : Journal d'une femme adultère, Curt Leviant (Anatolia)
- 15. Cuisine : Chaud brûlant, Bill Buford (Christian Bourgois)
- 16. Polar : Mister Boxe, Eddie Muller (Fayard Noir)
- 17. Essai : La Société de défiance, Yann Algan et Pierre Cahuc (Rue d'Ulm)
- 18. Art : L'Atelier infini, 30 000 ans de peinture, Jean-Christophe Bailly (Hazan)
- 19. Jeunesse : Le Tour du monde de Mouk à vélo et en gommettes !, Marc Boutavant (Albin Michel Jeunesse)
- 20. Chroniques : Odeur du temps, Jean d'Ormesson (Héloïse d'Ormesson)

### 2008
Classement 2008 :
- 1. Meilleur livre de l'année - France : Ce que le jour doit à la nuit, Yasmina Khadra
- 2. Meilleur livre de l'année - Étranger : La Route, Cormac Mc Carthy
- 3. Coup de cœur de la rédaction : Les Déferlantes, Claudie Gallay
- 4. Roman étranger : La Montagne volante, Christoph Ransmayr
- 5. Roman français : Les Années, Annie Ernaux
- 6. Révélation française : Zone, Mathias Enard
- 7. Humour : La Vie en sourdine, David Lodge
- 8. Enquête : Beautiful people, Saint Laurent, Lagerfeld, Splendeurs et misères de la mode, Alicia Drake
- 9. Premier roman étranger : Le Soldat et le Gramophone, Sasa Stanisic
- 10. Premier roman français : La Meilleure Part des hommes, Tristan Garcia
- 11. Histoire : Comment le peuple juif fut inventé, Shlomo Sand
- 12. Journal : Journal 1966-1974, Jean-Patrick Manchette
- 13. Polar : Brandebourg, Henry Porter
- 14. Beaux Livres : Over, visions aériennes de l'American way of life: une absurdité écologique, Alex MacLean
- 15. Recueil de nouvelles - Français : Contes carnivores, Bernard Quiriny
- 16. Recueil de nouvelles - Étranger : Fugitives, Alice Munro
- 17. Sciences : La Famille qui ne dormait pas, Daniel T. max
- 18. BD : Le Petit Prince, Joann Sfar
- 19. Biographie : Mireille Havet. L'enfant terrible, Emmanuelle Retaillaud-Bajac
- 20. Jeunesse : Les Chroniques de Pont-aux-rats (tome 1: Au bonheur des monstres), Alan Snow

### 2009
Classement 2009 :
- 1. Meilleur livre de l'année : Et que le vaste monde poursuive sa course folle, Colum McCann
- 2. Récit français : D'autres vies que la mienne, Emmanuel Carrère
- 3. Roman étranger : Exit le fantôme, Philip Roth
- 4. ex aequo. Autobiographie : Le Lièvre de Patagonie, Claude Lanzmann
- 4. ex aequo. Autobiographie : Alias Caracalla, Daniel Cordier
- 4. ex aequo. Autobiographie : Hitch Girl experte en séduction, La Baronne
- 6. Roman français : L'Énigme du retour, Dany Laferrière
- 7. Polar : Un pays à l'aube, Dennis Lehane
- 8. Découverte étranger : Chez nous, Marilynne Robinson
- 9. Révélation française : Démon, Thierry Hesse
- 10. Premier roman étranger : La Solitude des nombres premiers, Paolo Giordano
- 11. Histoire : Le Siècle juif, Yuri Slezkine
- 12. Biographie : Une vie, Gabriel García Márquez
- 13. Roman Gonzo : Comme la grenouille sur son nénuphar, Tom Robbins
- 14. Essai critique : Un cœur intelligent, Alain Finkielkraut
- 15. Philosophie : Le Secret de Socrate pour changer la vie, François Roustang
- 16. Cuisine : Delizia! Une histoire culinaire de l'Italie, John Dickie
- 17. Nouvelles : Le temps vieillit vite, Antonio Tabucchi
- 18. Classique revisité : Novembre 1918. Une révolution allemande, Alfred Döblin
- 19. Bande dessinée : Rébétiko, David Prudhomme
- 20. Jeunesse : Le Temps des miracles, Anne-Laure Bondoux

### 2010
Classement 2010 :
- 1. Meilleur livre de l'année : Hammerstein ou l'Intransigeance. Une histoire allemande, Hans Magnus Enzensberger
- 2. Roman étranger : L'Été de la vie (Summertime. Scenes from Provincial Life), J.M. Coetzee, traduit de l'anglais par Catherine Lauga du Plessis
- 3. Roman français : Photo de groupe au bord du fleuve, Emmanuel Dongala
- 4. Découverte France : HHhH, Laurent Binet
- 5. Découverte étranger : Purge (Puhdistus), Sofi Oksanen, traduit du finnois par Sébastien Cagnoli
- 6. Premier roman français : La Centrale, Élisabeth Filhol
- 7. Premier roman étranger : L'Intrusion (Union Atlantic), Adam Haslett, traduit de l'américain par Laurence Viallet
- 8. Roman historique : Underworld USA (Blood's a Rover), James Ellroy, traduit de l'américain par Jean-Paul Gratias
- 9. Biographie : Gertrude Stein, Nadine Satiat
- 10. Histoire : Une histoire de Paris par ceux qui l'ont fait, Graham Robb, traduit de l'anglais par Isabelle Taudière
- 11. Polar : Noir Océan (Skipid), Stefán Máni, traduit de l'islandais par Eric Boury
- 12. Gastronomie : Nature. Simple, sain et bon, Alain Ducasse
- 13. Essai : Une tombe au creux des nuages, Jorge Semprún
- 14. Enquête : De bons petits soldats, David Finkel, traduit de l'américain par Jean-Paul Mourlon
- 15. Nouvelles : Nocturnes, Kazuo Ishiguro, traduit de l'anglais par Anne Rabinovitch
- 16. Classique revisité : Sur la route, Jack Kerouac, édition établie par Howard Cunnell, traduit de l'américain par Josée Kamoun
- 17. Autobiographie : Une autre vie, Per Olov Enquist, traduit du suédois par Lena Grumbach et Catherine Marcus
- 18. Livre audio : Des éclairs, Jean Echenoz, lu par l'auteur
- 19. Roman jeunesse : La Douane volante de François Place
- 20. Bande dessinée : Gaza 1956. En marge de l'Histoire de Joe Sacco

### 2011
Classement 2011 :
- 1. Meilleur livre de l'année : Une femme fuyant l'annonce, David Grossman
- 2. Roman français : Kampuchea, Patrick Deville
- 3. Premier roman français : L'Art français de la guerre, Alexis Jenni
- 4. Polar français : Guerre sale, Dominique Sylvain
- 5. Découverte France : Ward, Frédéric Werst
- 6. Roman étranger : La Vie très privée de Mr Sim, Jonathan Coe
- 7. Premier roman étranger : D'acier, Silvia Avallone
- 8. Polar étranger : Tijuana Straits, Kem Nunn
- 9. Découverte étranger : Les Privilèges, Jonathan Dee
- 10. Histoire : Trotski, Robert Service
- 11. Récit : Limonov, Emmanuel Carrère
- 12. Roman historique : L'Homme qui aimait les chiens, Leonardo Padura
- 13. Histoire littéraire : Une histoire des best-sellers, Frédéric Rouvillois
- 14. Journal : Le Journal des cinq saisons, Rick Bass
- 15. Bande dessinée : Blast, T. 2 : L'Apocalypse selon saint Jacky, Manu Larcenet
- 16. Livre scientifique : Au pays des enfants rares, Isabelle Attané
- 17. Livre audio : Nouvelles orientales, Marguerite Yourcenar
- 18. Recueil de nouvelles : Pulsations, Julian Barnes
- 19. Biographie d'écrivains : Rabelais, Mireille Huchon
- 20. Roman jeunesse : Ce qu'ils n'ont pas pu nous prendre, Ruta Sepetys

### 2012
Classement 2012 :
- 1. Meilleur livre de l'année : Le Diable, tout le temps, Donald Ray Pollock
- 2. Roman français : La Vérité sur l'affaire Harry Quebert, Joël Dicker
- 3. Roman étranger : Dans la grande nuit des temps, Antonio Muñoz Molina
- 4. Polar français : Mapuche, Caryl Férey
- 5. Essai : Les Gauches françaises 1762-2012, Jacques Julliard
- 6. Découverte étrangère : Certaines n'avaient jamais vu la mer, Julie Otsuka
- 7. Autobiographie : La Nacre et le Rocher, Robert Misrahi
- 8. Biographie : Chateaubriand, Jean-Claude Berchet
- 9. Histoire : Congo, une histoire, David Van Reybrouck
- 10. Classique redécouvert : L'Autobiographie de Mark Twain, Mark Twain
- 11. Premier roman étranger : Un concours de circonstances, Amy Waldman
- 12. Sorti du purgatoire : Joyeux, fais ton fourbi, Julien Blanc
- 13. Livre audio : Mémoires d'outre-tombe, de François-René de Chateaubriand, extraits lus par Daniel Mesguich
- 14. Découverte roman français : Quel trésor!, Gaspard-Marie Janvier
- 15. Nouvelles : Le Lanceur de couteaux, Steven Millhauser
- 16. Premier roman français : Les Sauvages, Sabri Louatah
- 17. Jeunesse : Les Trois Vies d'Antoine Anacharsis, Alex Cousseau
- 18. BD : Un printemps à Tchernobyl, Emmanuel Lepage
- 19. Sport : Anquetil tout seul, Paul Fournel
- 20. Sciences : Dans le secret des êtres vivants, Nicole Le Douarin

### 2013
Classement 2013 :
- 1. Meilleur livre de l'année : La Fin de l'homme rouge, Svetlana Alexievitch
- 2. Roman français : Au revoir là-haut, Pierre Lemaitre
- 3. Roman étranger : Mudwoman, Joyce Carol Oates
- 4. Premier roman étranger : Yellow Birds, Kevin Powers
- 5. Révélation roman français : Voir du pays, Delphine Coulin
- 6. Nouvelles : Chiennes de vie, Frank Bill
- 7. Premier roman français : L'Esprit de l'ivresse, Loïc Merle
- 8. Voyage : Béton armé, Philippe Rahmy
- 9. Fantastique - anticipation : Docteur Sleep, Stephen King
- 10. Autobiographie : Fille de la campagne, Edna O'Brien
- 11. Découverte étranger : Un monde beau, fou et cruel, Troy Blacklaws
- 12. Polar : Le tueur se meurt, James Sallis
- 13. Histoire : Quattrocento, Stephen Greenblatt
- 14. Biographie : Flaubert, Michel Winock
- 15. Essai : Le Monde jusqu'à hier, Jared Diamond
- 16. Sciences : En cherchant Majonara, Étienne Klein
- 17. BD : Mauvais genre, Chloé Cruchaudet
- 18. Audio : Immortelle randonnée, Jean-Christophe Rufin, lu par Vincent Schmitt
- 19. Jeunesse[21] : Le Rêveur, de Pam Munoz Ryan, traduit de l'anglais par Pascale Houssin, ill. Peter Sís
- 20. Gastronomie : Des abysses à la lumière, Gérald Passédat

### 2014
Classement 2014 :
- 1. Meilleur livre de l'année : Le Royaume, Emmanuel Carrère (P.O.L)
- 2. Roman étranger : Et rien d'autre, James Salter (L'Olivier)
- 3. Roman français : Réparer les vivants, Maylis de Kerangal (Verticales), ex-aequo avec L'Amour et les Forêts, Éric Reinhardt (Gallimard)
- 5. Révélation étrangère : Le Fils, Philipp Meyer (Albin Michel)
- 6. Révélation française : Les Grands, Sylvain Prudhomme (L'Arbalète/Gallimard)
- 7. Premier roman français : Debout-payé, Gauz (Le Nouvel Attila)
- 8. Premier roman étranger : Notre quelque part, Nii Ayikwei Parkes (Zulma)
- 9. Récit : Tristesse de la terre, Éric Vuillard (Actes Sud)
- 10. Polar : Après la guerre, Hervé Le Corre (Rivages)
- 11. Roman noir : Une terre d'ombre, Ron Rash (Seuil)
- 12. Enquête : Extra pure. Voyage dans l'économie de la cocaïne, Roberto Saviano (Gallimard)
- 13. Biographie : Fouché. Les silences de la pieuvre, Emmanuel de Waresquiel (Tallandier/Fayard)
- 14. Histoire : Le Feu aux poudres. Qui a déclenché la guerre en 1914 ?, Gerd Krumeich (Belin)
- 15. Autobiographie : Et dans l'éternité je ne m'ennuierai pas, Paul Veyne (Albin Michel)
- 16. Sciences : Le Code de la conscience, Stanislas Dehaene (Odile Jacob)
- 17. Voyage : Les Oies des neiges, William Fiennes (Hoëbeke)
- 18. BD : La Technique du périnée, Ruppert & Mulot (Dupuis/Aire libre)
- 19. Jeunesse : Adam et Thomas, Aharon Appelfeld (L'Ecole des loisirs)
- 20. Livre audio : Éloge de l'ombre, Jun'ichirō Tanizaki, lu par Angelin Preljocaj (Naïve)

### 2015
Classement 2015 :
- 1. Meilleur livre de l'année : 2084 : la fin du monde, Boualem Sansal (Gallimard)
- 2. Roman français : Vernon Subutex, 1 et Vernon Subutex, 2, Virginie Despentes (Grasset)
- 3. Roman étranger : D’ailleurs, les poissons n'ont pas de pieds, Jón Kalman Stefánsson (Gallimard)
- 4. Révélation française : Évariste, François-Henri Désérable (Gallimard)
- 5. Révélation étrangère :   L'Oiseau du Bon Dieu, James McBride (Gallmeister)
- 6. Premier roman français : Camille, mon envolée, Sophie Daull (Philippe Rey)
- 7. Premier roman étranger : Tout ce qui est solide se dissout dans l’air, Darragh McKeon (Belfond)
- 8. Polar : Toutes les vagues de l’océan, Víctor del Árbol (Actes Sud)
- 9. Roman noir : Six jours, Ryan Gattis (Fayard)
- 10. Recueil de nouvelles : Première Personne du singulier, Patrice Franceschi (Point)
- 11. Autobiographie : Et tu n'es pas revenu, Marceline Loridan-Ivens (Grasset)
- 12. Biographie : Aragon, Philippe Forest (Gallimard)
- 13. Philosophie / Cosmos : Une ontologie matéraliste, Michel Onfray (Flammarion)
- 14. Art : La Transparence et le Reflet, Serge Bramly (Jean-Claude Lattès)
- 15. Sciences : L'Univers à portée de main, Christophe Galfard (Flammarion)
- 16. Livre audio : Les Souvenirs, David Foenkinos, lu par Loïc Corbery (Gallimard)
- 17. Histoire : Le Brasier, Nicolas Chaudun (Actes Sud)
- 18. Voyage : Berezina, Sylvain Tesson (Guérin)
- 19. Jeunesse : Les Petites Reines, Clémentine Beauvais (Sarbacane)
- 20. Bande-dessinée : Ici, Richard McGuire (Gallimard)

### 2016
Classement 2016 :
- 1. Meilleur livre de l'année : Le Nouveau Nom, Elena Ferrante (Gallimard)
- 2. Roman français : Repose-toi sur moi, Serge Joncour (Flammarion)
- 3. Roman étranger : La Route étroite vers le Nord lointain, Richard Flanagan (Actes Sud)
- 4. Enquête : Laëtitia ou la Fin des hommes, Ivan Jablonka (Seuil)
- 5. Mémoires : Le Tunnel aux pigeons : Histoires de ma vie, John le Carré (Seuil)
- 6. Révélation française :  Règne animal, Jean-Baptiste Del Amo (Gallimard)
- 7. Révélation étrangère :  Station Eleven, Emily St. John Mandel (Payot & Rivages)
- 8. Premier roman français : Désorientale, Négar Djavadi (Liana Levi)
- 9. Premier roman étranger : Les Maraudeurs, Tom Cooper (Albin Michel)
- 10. Essai : Une colère noire : Lettre à mon fils, Ta-Nehisi Coates (Autrement)
- 11. Art : Être ici est une splendeur, Marie Darrieussecq (P.O.L)
- 12. Polar : Cartel, Don Winslow (Seuil)
- 13. Biographie : Simon Leys. Navigateur entre les mondes, Philippe Paquet (Gallimard)
- 14. Histoire : L'Europe en Enfer 1914-1949, Ian Kershaw (Seuil)
- 15. Sciences : Alexandre Grothendieck, Philippe Douroux (Allary)
- 16. Bande-dessinée : Ce qu'il faut de terre à l'homme, Martin Veyron d'après Léon Tolstoï (Dargaud)
- 17. SF / Fantastique : La Maison dans laquelle, Mariam Petrosyan (Monsieur Toussaint Louverture)
- 18. Jeunesse : Génération K, Marine Carteron (Rouergue)
- 19. Voyage : Boire et déboires en terre d’abstinence, Lawrence Osborne (Hoëbeke)
- 20. Livre audio : Vous n’aurez pas ma haine, Antoine Leiris, lu par André Dussollier (Audiolib)

### 2017
Classement 2017 :
- Meilleurs livres de l'année (ex-aequo) : Aux confins du monde, Karl Ove Knausgaard (Denoël) et Classé sans suite, Claudio Magris (Gallimard)
- Roman français : Face au Styx, Dimitri Bortnikov (Rivages)
- Roman étranger : Underground Railroad, Colson Whitehead (Albin Michel)
- Récit : Souvenirs de la marée basse, Chantal Thomas (Seuil)
- Révélation France : L'avancée de la nuit de Jakuta Alikavazovic (L'Olivier)
- Révélation étrangère : Les fantômes du vieux pays, Nathan Hill (Gallimard)
- Premier roman français : Fief, David Lopez (Seuil)
- Premier roman étranger : Le cœur battant de nos mères, Brit Bennett (Autrement)
- Autobiographie : Jours barbares, William Finnegan (Sous-sol)
- SF/Fantasy : C'est le cœur qui lâche en dernier, Margaret Atwood (Robert Laffont)
- Arts : La chanson exactement, l'art difficile de Claude François, Philippe Chevallier (PUF)
- Bande dessinée : Charlie Chan Hock Chye, une vie dessinée (Urban Comics)
- Histoire : Napoléon et de Gaulle, deux héros français, Patrice Guenniffey (Perrin)
- Enquête/document : Immunisés? Un nouveau regard sur les vaccins, Lise Barnéoud (Premier Parallèle)
- Jeunesse : Jusqu'ici, tout va bien, Gary D. Schmidt (L'Ecole des loisirs)
- Polar : La Daronne, Hannelore Cayre (Métailié)
- Biographie : Dante, Enrico Malato (Les Belles lettres)
- Sciences : Dictionnaire amoureux de la vie, Nicole Le Douarin (Plon)
- Livre audio : Les poètes populaires, Jehan Rictus et Gaston Couté, lu par Daniel Mesguich (Frémeaux & Associés)

### 2018
Classement 2018 :
Meilleur livre de l’année : Le Lambeau de Philippe Lançon (Gallimard)
Littérature française :
- Leurs enfants après eux de Nicolas Mathieu (Actes Sud)
- Eugenia de Lionel Duroy (Julliard)
- À son image de Jérôme Ferrari (Actes Sud)
- Qui a tué mon père d’Édouard Louis (Seuil)
- Avec toutes mes sympathies d’Olivia de Lamberterie (Stock)
- L’affaire Mayerling de Bernard Quiriny (Rivages)
- Chien-loup de Serge Joncour (Flammarion)
- Les rêveurs d’Isabelle Carré (Grasset)
- Arcadie d’Emmanuelle Bayamack-Tam (P.O.L)
- Frère d’âme de David Diop (Seuil)
- De purs hommes de Mohamed Mbougar Sarr (Philippe Rey/Jimsaan)
- Couleurs de l’incendie de Pierre Lemaitre (Albin Michel)
- Les Loyautés de Delphine de Vigan (Lattès)
- La Disparition de Stephanie Mailer de Joël Dicker (de Fallois)
- Un monde à portée de main de Maylis de Kerangal (Verticales)
- Le Sillon de Valérie Manteau (Le Tripode)
- Tenir jusqu’à l’aube de Carole Fives (Gallimard)
- Ça raconte Sarah de Pauline Delabroy-Allard (Minuit)
- La Vraie Vie d’Adeline Dieudonné (L’iconoclaste)
- La chance de leur vie d’Agnès Desarthe (L’Olivier)
- Microfictions 2018 de Régis Jauffret (Gallimard)
- Idiotie de Pierre Guyotat (Grasset)
- Deuil de Dominique Fourcade (P.O.L)

Littérature étrangère :
- My Absolute Darling de Gabriel Tallent (Gallmeister, traduit de l’anglais par Laura Derajinski)
- Swing Time de Zadie Smith (Gallimard, traduit de l'anglais par Emmanuelle Aronson et Philippe Aronson)
- Forêt obscure de Nicole Krauss (L’Olivier, traduit de l’anglais par Paule Guivarch)
- L’Amie prodigieuse IV. L’enfant perdue d'Elena Ferrante (Gallimard, traduit de l’italien par Elsa Damien)
- L’Abattoir de verre de J. M. Coetzee (Seuil, traduit de l’anglais par George Lory)
- La Seule Histoire de Julian Barnes (Mercure de France, traduit de l’anglais par Jean-Pierre Aoustin)
- Le Monarque des ombres de Javier Cercas (Actes Sud, traduit de l’espagnol par Aksandar Grujicic et Karine Louesdon)
- Les Livres de Jakób d’Olga Tokarczuk (Noir sur blanc, traduit du polonais par Maryla Laurent)
- L’Homme coquillage d’Asli Erdogan (Actes Sud, traduit du turc par Julien Lapeyre de Cabanes)
- Le Meurtre du commandeur. Livres I et II de Haruki Murakami (Belfond, traduit du japonais par Hélène Morita)
- 4 3 2 1 de Paul Auster (Actes Sud, traduit de l’anglais par Gérard Meudal)
- Une vie comme les autres de Hanya Yanagihara (Buchet-Chastel, traduit de l’anglais par Emmanuelle Ertel)
- Écoute la ville tomber de Kate Tempest (Rivages, traduit de l’anglais par Madeleine Nasalik)
- Asymétrie de Lisa Halliday (Gallimard, traduit de l’anglais par Hélène Cohen)
- La Neuvième Heure d’Alice McDermott (La Table ronde, traduit de l’anglais par Cécile Arnaud)

Science-fiction/Fantasy :
- La Mort immortelle de Liu Cixin (Actes Sud, traduit du chinois par Gwennaël Gaffric)
- Dictionnaire de la fantasy d’Anne Besson (Vendémiaire)
- L’Enfant de poussière de Patrick K. Dewdney (Au diable vauvert)

Polar/Thriller :
- Brasier noir de Greg Iles (Actes sud/Actes noirs, traduit de l’anglais par Aurélie Tronchet)
- L’Été circulaire de Marion Brunet (Albin Michel)
- Le Suspendu de Conakry de Jean-Christophe Rufin (Flammarion)
- La Terre des morts de Jean-Christophe Grangé (Albin Michel)
- Je te protégerai de Peter May (Le Rouergue/Noir, traduit de l’anglais par Ariane Bataille)
- Helena de Jérémy Fel (Rivages)

Romance :
- Tout en haut de ma liste d’Emily Blaine (Harlequin)
- Changer l’eau des fleurs de Valérie Perrin (Albin Michel)
- Au petit bonheur la chance d’Aurélie Valognes (Mazarine)

Jeunesse :
- Les riches heures de Jocominus Gainsborough de Rébecca Dautremer (Sarbacane)
- Milly Vodovic de Nastasia Rugani (MeMo/Grande Polynie)
- Brexit Romance de Clémentine Beauvais (Sarbacane)
- Les amours d'un fantôme de guerre de Nicolas de Crécy (Albin Michel)

Bande dessinée :
- Moi ce que j’aime, c’est les monstres d’Emil Ferris (Monsieur Toussaint Louverture, traduit de l’anglais par Jean-Charles Khalifa)
- Andy, un conte de faits. La vie et l’époque d’Andy Warhol de Typex (Casterman)
- L’Arabe du futur IV. Une jeunesse au Moyen-Orient de Riad Sattouf (Allary Editions)
- Malaterre de Pierre-Henry Gomont (Dargaud)
- Heimat de Nora Krug (Gallimard, traduit de l’anglais par Emmanuelle Casse-Castric)

Essais :
- La France d’hier. Récit d’un monde adolescent. Des années 1950 à mai 1968 de Jean-Pierre Le Goff (Stock)
- No Society. La fin de la classe moyenne occidentale de Christophe Guilluy (Flammarion)
- L’Amour après de Marceline Loridan-Ivens (Grasset)
- Petit manuel de résistance contemporaine de Cyril Dion (Actes Sud)
- Le Feu et la Fureur : Trump à la Maison Blanche de Michael Wolff (Robert Laffont, traduit de l‘anglais par Valérie Le Plouhinec, Nikki Copper, Isabelle Chelley et Michel Faure)
- Histoire de la sexualité IV. Les aveux de la chair de Michel Foucault (Gallimard)
- Les joies d’en bas de Nina Brochmann et Ellen Støkken Dahl (Actes Sud, traduit du norvégien par Céline Romand-Monnier)
- La vie sexuelle en France de Janine Mozzus-Lavau (La Martinière)
- Bad feminist de Roxane Gay (Denoël, traduit de l’anglais par Santiago Artozqui)
- Sorcières. La puissance invaincue des femmes de Mona Chollet (Zones)
- La fraîcheur de l’herbe d’Alain Corbin (Fayard)
- La philosophie devenue folle. Le genre, l’animal, la mort de Jean-François Braunstein (Grasset)
- Notre histoire intellectuelle et politique. 1968-2018 de Pierre Rosanvallon (Seuil)
- La saga des intellectuels français tome 1 : A l’épreuve de l’histoire (1944-1968) et tome 2 : L’avenir en miettes (1968-1989) de François Dosse (Gallimard)
- 21 leçons pour le XXIe siècle de Yuval Norah Harari (Albin Michel, traduit de l’israélien par Pierre-Emmanuel Dauzat)

Politique/Société :
- Les Leçons du pouvoir de François Hollande (Stock)
- Bilan de faillite de Régis Debray (Gallimard)
- L’églantine et le muguet de Danièle Sallenave (Gallimard)
- Dehors de Yann Moix (Grasset)
- Gaspard de la nuit d’Élisabeth de Fontenay (Stock)

Histoire :
- Histoire de la France par Jean-Christian Petitfils (Fayard)
- Vercingétorix de Jean-Louis Brunaux (Gallimard)
- Une histoire populaire de la France. De la guerre de Cent Ans à nos jours de Gérard Noiriel (Agone)
- Infographie de la Seconde Guerre mondiale sous la direction de Jean Lopez (Perrin)
- La contamination du monde. Une histoire des pollutions à l’âge industriel de François Jarrige et Thomas Le Roux (Seuil)
- George Sand à Nohant de Michelle Perrot (Seuil)

Science/Psychologie :
- Apprendre ! de Stanislas Dehaene (Odile Jacob)
- L’aventure de la biodiversité de Hervé Le Guyader (Belin)
- La grande tueuse de Laura Spinney (Albin Michel)
- La symphonie du vivant de Joël de Rosnay (Les liens qui libèrent)
- La vie secrète des animaux de Peter Wohlleben (Les arènes, traduit de l’allemand par Lise Deschamps)
- Histoire de la folie avant la psychiatrie de Boris Cyrulnik et Patrick Lemoine (Odile Jacob)
- Françoise Dolto. Une journée particulière de Caroline Eliacheff (Flammarion)
- La vie intérieure de Christophe André (L’iconoclaste)
- La vie dérobée de Sabina Spielrein de Violaine Gelly (Fayard)

Philosophie :
- Karman. Court traité sur la faute, l’action et le geste de Giorgio Agamben (Seuil, traduit de l’italien par Joël Gayraud)
- La sagesse espiègle d’Alexandre Jollien (Gallimard)
- Méditer à cœur ouvert de Frédéric Lenoir (NiL)
- Sauvez votre peau ! Devenez narcissique de Fabrice Midal (Flammarion/Versilio)
- La confiance en soi. Une philosophie de Charles Pépin (Allary).

### 2019
Sélection 2019
Meilleur livre de l’année : Alain Damasio, Les Furtifs (La Volte) 
Succès :
- David Lagerkrantz, Millénium #6 La fille qui devait mourir (Actes noirs)
- Alexandria Marzano-Lesnevich, L’empreinte (Sonatine)
- Patrick Modiano, Encre sympathique (Gallimard)
- Guillaume Musso, La Vie secrète des écrivains (Calmann-Lévy)
- Michel Onfray, Sagesse (Albin Michel/Flammarion)
- Orhan Pamuk, La femme aux cheveux roux (Gallimard)
- Rosella Postorino, La goûteuse d’Hitler (Albin Michel)
- Maxime Rovère, Que faire des cons ? (Flammarion)
- Michel Serres, Morales espiègles (Le Pommier)
- Sylvain Tesson, La Panthère des neiges (Gallimard)
- Delphine de Vigan, Les Gratitudes (JC Lattès)
- Don Winslow, La Frontière (HarperCollins Noir)

Littérature française:
- Sofia Aouine, Rhapsodie des oubliés (La Martinière)
- Emma Becker, La Maison (Flammarion)
- Laurent Binet, Civilizations (Grasset)
- Franck Bouysse, Né d’aucune femme (La manufacture de livres)
- Cécile Coulon, Une bête au paradis (L’iconoclaste)
- Bérengère Cournut, De pierre et d’os (Le Tripode)
- Laurent Gaudé, Nous, l’Europe, banquet des peuples (Actes sud)
- Jean-Claude Grumberg, La plus précieuse des marchandises (Le Seuil)
- Michel Houellebecq, Sérotonine (Flammarion)
- Victor Jestin, La Chaleur (Flammarion)
- Simon et Capucine Johannin, Nino dans la nuit (Allia)
- Luc Lang, La tentation (Stock)
- Victoria Mas, Le bal des folles (Albin Michel)
- Joseph Ponthus, À la ligne (La Table ronde)
- Sylvain Prudhomme, Par les routes (Gallimard/L’Arbalète)
- Emmanuel Ruben, Sur la route du Danube (Rivages)
- Karine Tuil, Les Choses humaines (Gallimard)

Littérature étrangère:
- William Boyd, L’amour est aveugle (Le Seuil)
- Joyce Carol Oates, Un livre de martyrs américains (Philippe Rey)
- Mircea Cartarescu, Solénoïde (Noir sur Blanc)
- Jonathan Coe, Le Cœur de l’Angleterre (Gallimard)
- James Ellroy, La Tempête qui vient (Rivages)
- Chris Kraus, La Fabrique des salauds (Belfond)
- Ottessa Moshfegh, Mes années de repos et de détente (Fayard)
- Edna O’Brien, Girl (Sabine Wespieser)
- Michael Ondaatje, Ombres sur la Tamise (L’Olivier)
- Ali Smith, Automne (Grasset)
- Miriam Toews, Ce qu’elles disent (Buchet-Chastel)
- Manuel Vilas, Ordesa (Le Sous-Sol)
- Jesmyn Ward, Le chant des revenants (Belfond)

Polar/Thriller
- Richard Morgiève, Le Cherokee (Joëlle Losfeld)
- Olivier Norek, Surface (Michel Lafon)
- Frédéric Paulin, Prémices de la chute (Agullo)

Science-fiction/Fantastique
- Margaret Atwood, Les Testaments (Robert Laffont)
- Tristan Garcia, Âmes, Histoire de la souffrance 1 (Gallimard)

Romance/poésie
- Emily Dickinson, Un ciel étranger (Unes)
- Jojo Moyes, Le vent nous portera (Milady)

Bande dessinée
- Alain Ayroles et Juanjo Guarnido, Les Indes fourbes (Delcourt)
- Georges Bess, Dracula (Glénat)
- AJ Dungo, In Waves (Casterman)
- Willy Duraffourg et Giancarlo Caracuzzo, Tolkien, éclairer les ténèbres (Soleil)
- Hugues Micol, Saint-Rose, à la recherche du dessin ultime (Futuropolis)
- François Schuiten, Jaco Van Dormael, Thomas Gunzig et Laurent Durieux, Une aventure de Blake et Mortimer : Le dernier pharaon (Dargaud)

Jeunesse
- Camille de Cussac, K.O. à Cuba (Thierry Magnier)
- Christelle Dabos, La Passe-miroir #4, La tempête des échos (Gallimard jeunesse)
- Paul Martin et Jean-Baptiste Bourgois, Violette Hurlevent et le jardin sauvage (Sarbacane)
- Rohan O’Grady, Et c’est comme ça qu’on a décidé de tuer mon oncle (Monsieur Toussaint Louverture)
- Christopher Paolini, La fourchette, la sorcière et le dragon, Légendes d’Alagaësia #1 (Bayard)

Essais et documents/Société
- Juan Branco, Crépuscule (Au Diable Vauvert)
- Gérard Davet et Fabrice Lhomme, La haine, les années Sarko (Fayard)
- Bret Easton Ellis, White (Robert Laffont)
- Jérôme Fourquet, L’Archipel français : Naissance d’une nation multiple et divisée (Le Seuil)
- Bernard Lahire, Enfances de classe : de l’inégalité parmi les enfants (Le Seuil)
- Delphine Horvilleur, Réflexions sur la question antisémite (Grasset)
- Amin Maalouf, Le naufrage des civilisations (Grasset)
- Frédéric Martel, Sodoma, enquête au cœur du Vatican (Robert Laffont)
- Toni Morrison, La source de l’amour propre (Bourgois)
- Eric Neuhoff, (Très) cher cinéma français (Albin Michel)
- Nicolas Sarkozy, Passions (L’Observatoire)

Histoire
- Jean-Luc Bitton, Jacques Rigaut, le suicidé magnifique (Gallimard)
- Charles Dantzig, Dictionnaire égoïste de la littérature mondiale (Grasset)
- Hervé Drévillon, Mondes en guerre #1 et #2 (Passés composés)
- Jean Lopez et Lasha Otkhmezuri, Barbarossa 1941 : la guerre absolue (Passés composés)
- Andrea Marcolongo, La part du héros : le mythe des Argonautes et le courage d’aimer (Les Belles lettres)
- Pierre Rigoulot, Points chauds de la guerre froide (1946-1989) (L’Archipel)
- Odd Arne Westad, Histoire mondiale de la guerre mondiale 1890-1991 (Perrin)

Philosophie/Idées
- François Bégaudeau, Histoire de ta bêtise (Fayard/Pauvert)
- Michaël Fœssel, Récidive : 1938 (PUF)
- Frédéric Laupies, Sagesse du désir (Salvator)
- Antoine Lilti, L’héritage des Lumières, ambivalences de la modernité (EHSS/Gallimard/Le Seuil)

Psychologie
- Céline Alvarez, Une année pour tout changer (Les Arènes)
- Michel Desmurget, La Fabrique du crétin digital (Le Seuil)
- Marc Grinsztajn, Chocs (Grasset)
- Claire Marin, Rupture(s) (L’Observatoire)

Sciences/Gastronomie
- Aurélien Barrau, Le plus grand défi de l’histoire de l’humanité (Michel Lafon)
- Thor Hanson, Abeilles : la dernière danse (Buchet-Chastel)
- Hervé Le Guyader, L’aventure de la biodiversité (Belin)
- Stefano Mancuso, La révolution des plantes (Albin Michel)
- Yotam Ottolenghi et Ramael Scully, NOPI (Hachette cuisine)

Mention Spéciale :
- Jean-Paul Dubois, Tous les hommes n'habitent pas le monde de la même façon (L'Olivier)
- Céline Minard, Bacchantes (Rivages)
- Yann Moix, Orléans (Grasset)
- Amélie Nothomb, Soif (Albin Michel)
- Françoise Nyssen, Plaisir et nécessité (Stock)
- Erik Orsenna, Beaumarchais, un aventurier de liberté (Stock)
- Thomas Piketty, Capital et idéologie (Le Seuil)
- Fred Vargas, L'humanité en péril (Flammarion)

## Livres auto-édité
- 2017 : Parier mais pas jouer, Chrys Galia
- 2018 : Un merci de trop, Carène Ponte
- 2019 : Pour La Traverseuse, Sophie Backer
- 2020 : Un rendez-vous inattendu, Claudie Poirier
- 2021 : Derrière les volets verts, Morgane Alves
- 2022 : Garder le contrôle, Ninon Amey
- 2023 : Phantom Manor : La légende de la Mariée, Arthur ETCHEV
- 2024 : non défini